# Eix del Mal

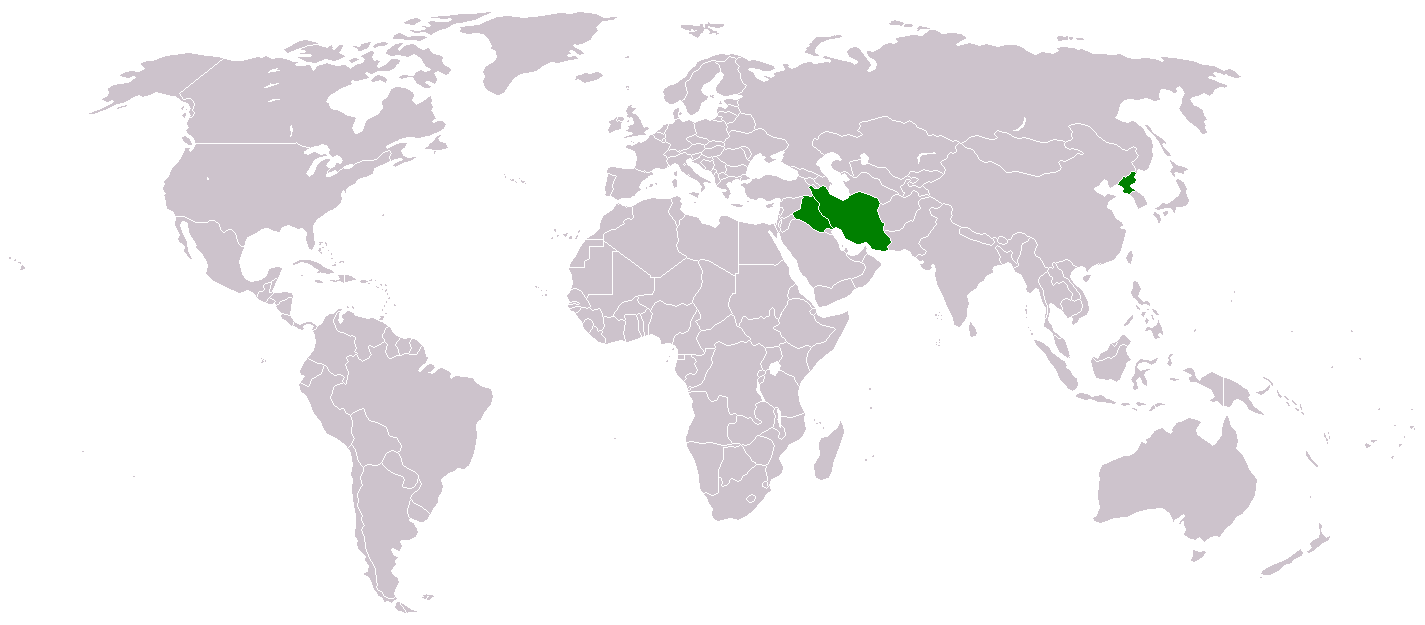
L'eix del mal, segons l'administració Bush.

L'Eix del Mal és l'expressió utilitzada per l'antic president dels Estats Units d'Amèrica, George W. Bush, en referir-se a uns països els quals, segons el discurs polític del seu govern, patrocinarien el terrorisme. Els primers estats anomenats com a integrants d'aquest eix del mal van ser l'Iran, l'Iraq i Corea del Nord.
Aquesta expressió té una important càrrega apocalíptica i religiosa, i en aquest sentit encaixa en la dinàmica discursiva que es va duent a terme per part d'altres líders polítics a nivell mundial, com ara Saddam Hussein, acusat de produir armes de destrucció massiva; i líders religiosos àrabs, que criden a la gihad contra els Estats Units.
Els estats de l'Eix del Mal nord-americà no van ser sempre els mateixos, sinó que van anar canviant depenent del moment polític.